# Pseudophoroidea
De Pseudophoroidea zijn een superfamilie van uitgestorven weekdieren uit de klasse van de Gastropoda (slakken).

## Families
- † Planitrochidae Knight, 1956
- † Pseudophoridae S. A. Miller, 1889